# نبرد ده پادشاهی
نبرد ده پادشاه (به سانسکریت: दशराज्ञ युद्ध، Dāśarājña Yuddha) یکی از مهم‌ترین جنگ‌های توصیف‌شده در ریگ‌ودا، کهن‌ترین وداهای هندی، است. این نبرد بین قبیله براتاها به رهبری شاه سوداس و اتحاد ده قبیله دیگر رخ داد. نبرد ده پادشاه به دلیل اهمیت تاریخی و فرهنگی آن، یکی از موضوعات برجسته در ادبیات ودایی به‌شمار می‌رود.
نبرد ده پادشاه یکی از مهم‌ترین نبردهای تاریخی و اسطوره‌ای در دوران ودایی است که با ویژگی‌های حماسی و نمادین خود، جایگاه ویژه‌ای در ادبیات و فرهنگ هند دارد و نشان‌دهنده اشتراکات فرهنگی و ادبی میان ملت‌ها و اهمیت قهرمانان حماسی در شکل‌گیری هویت ملی و فرهنگی آنهاست.

## زمینه تاریخی
اولین مکان ذکر شده از براتاها در اولین رودخانه ساراسواتی بوده و نبرد ده پادشاه در منطقه‌ای که امروزه معادل پنجاب در شمال غربی هند و پاکستان است، رخ داده است. این نبرد زمانی رخ داد که قبیله براتاها تحت رهبری شاه سوداس به قدرت رسیدند و تلاش کردند تا نفوذ خود را در میان قبایل ودایی افزایش دهند. این مسئله موجب شد تا ده قبیله دیگر که از گسترش نفوذ براتاها ناراضی بودند، علیه سوداس متحد شوند.

## قهرمانان و شخصیت‌ها
سوداس: شاه قبیله براتاها و رهبر اصلی در نبرد ده پادشاه. او به عنوان یک فرمانده قوی و بانفوذ شناخته می‌شود و با کمک الهی ایندرا موفق به شکست دشمنان خود می‌شود.
ده پادشاه: اتحاد ده قبیله مختلف که علیه سوداس متحد شده بودند. این قبایل شامل پوروه‌ها (Purus)، درو (Druhyus)، یدوها (Yadus)، تریتسوها (Tritsus) و برخی قبایل دیگر بودند.

## شرح نبرد
اتحاد ده قبیله، با هدف سرنگونی شاه سوداس و پایان دادن به قدرت رو به رشد براتاها، به جنگ با او پرداختند. سوداس، با وجود اینکه در مقابل اتحاد قدرتمندی قرار داشت، توانست با کمک ایندرا و نیروی نظامی قوی خود، دشمنان را شکست دهد. این نبرد نه تنها جایگاه سوداس را تقویت کرد، بلکه نقش مهمی در تثبیت قبیله براتاها به عنوان یکی از قبایل مهم ودایی داشت.
نبردی حماسی: در نبرد ده پادشاه، سوداس با اتحاد ده قبیله مخالف روبرو می‌شود.
قهرمان محوری: در داستان، یک قهرمان محوری وجود دارد که نقش تعیین‌کننده‌ای در نبرد ایفا می‌کند. سوداس در ریگ‌ودا قهرمانی هست که با قدرت فوق‌العاده خود موفق به شکست دشمنان می‌شود.
حمایت‌های الهی: در نبرد ده پادشاه، سوداس از حمایت ایندرا (خدای طوفان و جنگ) برخوردار است، که نقش مهمی در پیروزی او دارد و به عنوان نمادی از نیروی خیر و حمایت الهی مطرح می‌شود.
اتحاد دشمنان: در داستان، اتحاد میان قبایل و نیروهای دشمن نقش مهمی در شکل‌گیری نبرد دارد. با این حال، این اتحادها در نهایت در برابر قهرمان اصلی شکست می‌خورد.
پیروزی نهایی: در روایت، قهرمان اصلی علیرغم برتری عددی و اتحاد دشمنان، موفق به شکست تمامی مخالفان خود می‌شود. این نشان‌دهنده باور به قدرت فردی و معنوی است که بالاتر از تعداد و کمیت قرار می‌گیرد.